# Пиксли, Френсис
Фрэнсис Уильям Пиксли англ. Francis William Pixley (род 1852 — умер 27 апреля 1933) — английский бухгалтер, адвокат и писатель. Он занимал множество гражданских должностей, в том числе и заместителем лейтенанта графства Бакингемшир.
Он родился на острове Уайт, он получил образование в школе Св. Петра в Йорке, затем стал адвокатом, старшим партнером в фирме г-на Джексона, Пиксли и Ко. и работал как дипломированный бухгалтер. В 1905 году он занимал должность президента Института дипломированных бухгалтеров, где был одним из учредителей и он представлял институт в Сент-Луисе, США, на первом Международном Конгрессе бухгалтеров в 1904 году. Он был ревизором герцогства Ланкастер и казначей благотворительной Ассоциации дипломированных бухгалтеров, редактор Бухгалтерского словаря и автором целого ряда книг по вопросам бухгалтерского учета.
Он также занимался историческими исследованиями. Являлся автором «книги баронетов». Он был в свое время лейтенант-полковник, командиром 1-й кадетского батальона Королевского стрелкового корпуса, позднее работал с движением бойскаутов в штаб-квартире и в Южном Бакингемшире. Он был рыцарем ордена Святого Иоанна Иерусалимского в Англии. Он был председателем Национального института ученичества, членом лондонского епархиального Фонда, член Совета королевского Института районных медсестер и казначей Комитета королевы Марии, казначеем комитета по военным пенсиям графства Бакингемшир, национальной ассоциации кружевов, и филиала Национальной ассоциации игровых полей, в графстве .
Сообщалось, что Фрэнсис Пиксли был человеком огромного обаяния и обладал необыкновенно спокойным и милым нравом, как в бизнесе, так и в семейной жизни, и обладал большим кругом друзей.

## Работы
- История «баронетов» (1900) Лондон
- Бухгалтерский словарь; всеобъемлющая энциклопедия и руководство по всем вопросам, связанным с работой бухгалтера, иллюстрирована необходимыми бланками и документами. При участии видных специалистов в области бухгалтерского учета и бухгалтерских вопросов (1922)
- «Аудиторы: их обязанности и ответственность»